# 長谷川明 (政治家)
長谷川 明（はせがわ あきら、1928年〈昭和3年〉11月3日 - 2024年〈令和6年〉6月20日）は、日本の政治家。元奈良県桜井市長（4期）。

## 経歴
奈良県出身。三重農林専門学校（現・三重大学生物資源学部）卒。卒業後は奈良経済連に勤務し、その後桜井市役所に転職する。市役所では市長公室秘書、人事課人事係長、市議会事務局長、市長公室長、収入役などを務める。1991年〈平成3年〉の桜井市長選挙に立候補し、無投票で初当選する。1995年〈平成7年〉の選挙で再選。1999年〈平成11年〉の選挙でも三選。2003年〈平成15年〉の選挙で四選した。市長を4期務め、2007年〈平成19年〉に退任した。
2024年6月20日、老衰のため、死去した。95歳没。死没日付をもって正五位に叙された。